# Robert Innes
Robert Thorburn Ayton Innes (10 novembre 1861 – 13 marzo 1933) è stato un astronomo sudafricano-scozzese.
Conosciuto per la scoperta di Proxima Centauri nel 1915 e di numerose stelle binarie, fu anche il primo astronomo ad aver visto la cometa C/1910 A1 il 12 gennaio del 1910. È stato direttore fondatore del Dipartimento meteorologico del Transvaali, una stazione meteorologica situata a Johannesburg e convertita successivamente in un osservatorio astronomico e rinominato Union Observatory.

## Onorificenze
In campo astronomico il suo nome è stato associato:
- Al cratere Innes sulla Luna
- All'asteroide 1658 Innes, scoperto nel 1953
- Al lago Paltro-Innes, individuato su Marte.